# Игнатенко, Сергей Николаевич
Игнатенко Сергей Николаевич (род. 03.11.1955) — советский и российский живописец, заслуженный художник Республики Башкортостан (2004), заслуженный художник Российской Федерации (2022)

## Биография
Игнатенко Сергей Николаевич родился 3 ноября 1955 года в г. Уфе. В 1982 году окончил художественное отделение Уфимского государственного института искусств.
Живописец. Заслуженный художник Республики Башкортостан (2004). Государственный стипендиат МК РФ (2006).
Живёт и работает в г. Уфе.
Член союза художников СССР (РФ) с 1991 года. Член творческой группы «Март» (1989—1993).
Жена, Игнатенко Светлана Владиславовна (р. 1956), — зам. директора Башкирского Государственного художественного музея им.
М. В. Нестерова, член СХ России, заслуженный деятель искусств РБ. Член редколлегии журнала «Бельские просторы».
Сергей Николаевич Игнатенко — яркий представитель концептуального направления изобразительного искусства Башкортостана.
Произведения художника хранятся в Башкирском Государственном художественном музее им. М. В. Нестерова (Уфа), МРСИ (Джерси-Сити, США), Галерее Аллы Булянской (Москва, ЦДХ), ГИ «Academia» (Уфа, УГАЭС), Галерее «Сангат», (Уфа), Галерее «Мирас» (Уфа), Нефтекамская КГ «Мирас» (г. Нефтекамск, РБ), КГ «Янгантау» (Салаватский р-н РБ, курорт «Янгантау»).

## Работы
«Охотники» (1987), «Инвалид (Тир)», (1988), «Марионетки» (1988), «Собачья площадка» (1989), «Друзья» (1990),
«Пир» (1990), «Человек в коконе» (1996), («Ужин», 1993; «Поцелуй Иуды», (1994) и мучительные размышления Иисуса в ночь перед распятием («Гефсиманская ночь», 1994; «Гефсиманская ночь — II», 1998) «Ангел», 1992), и ангела-«пророка»
(«Голубой ангел», 1993) до парящих и созерцающих ангелов-«людей» («Ангелы в березовом лесу», 1999) и растворяющегося в бездонном космическом пространстве ангела-души («Душа отлетела», 1999), «Натюрморт с красным» (1997), «Натюрморт
с розовым» (1998), «Натюрморт с белым» (2000), «Красное и чёрное» (2001), «Красный натюрморт» (2001), «Розовый натюрморт» (2001), «Белое, чёрное, серое» (2002), «Красное, белое, чёрное» (2003), «Деревенская церковь» (2007). «Портрет
девушки в шляпе» (1994), «Портрет N в шляпе» (1995), «Портрет неизвестного в чёрном» (1996), «Стоящая женщина»
(1997), «Флора» (1998), «Юноша с книгой» (2007), «Фрагмент» (2000, 2001, 2003, 2004) и «Калмычка» (2002). «Портрет Фило-
нова», (1988).
Игнатенко — автор натюрмортов с бутылками (ассоциация с хрупкостью окружающего мира), получившими широкую известность.

## Выставки
С 1977 года Игнатенко участвует в республиканских, декадных, зональных, региональных, всероссийских, всесоюзных,
международных и зарубежных выставках.